# Gerhard Martin Zimmer

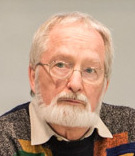
Gerhard Martin Zimmer, 2017

Gerhard Martin Zimmer (* 19. Februar 1943 in Heiligenrode (bei Kassel); † 7. März 2020 in Berlin) war ein deutscher Berufsbildungsforscher, Ingenieur und Psychologe. Im Rahmen seiner Forschung und Lehre widmete er sich, unter der Perspektive der Subjektorientierung, der beruflichen und betrieblichen Aus-, Fort- und Weiterbildung sowie dem E-Learning.

## Leben

### Ausbildung
Nach dem Abschluss der Volksschule begann Gerhard M. Zimmer 1958 zunächst eine Facharbeiter-Ausbildung zum Mechaniker bei der Firma AEG in Kassel. 1962 nahm er ein Studium der Ingenieurwissenschaften an der Ingenieurschule Frankfurt am Main (heute: Frankfurt University of Applied Science) auf, das er 1965 als graduierter Ingenieur für Feinwerktechnik abschloss. Anschließend arbeitete Gerhard Zimmer als Konstruktions-Ingenieur bei der Siemens AG in Berlin. 1967 nahm er die Vorbereitung auf die allgemeine Hochschulreifeprüfung beim Hessischen Kultusministerium auf. Im Jahr 1968 begann er ein Studium der Psychologie, Philosophie und Germanistik an der Freien Universität Berlin, das er 1974 abschloss. Währenddessen war er am Psychologischen Institut der Freien Universität Berlin tätig (1970–1976).

### Tätigkeiten in der Wissenschaft
Zwischen 1972 und 1988 engagierte sich Gerhard M. Zimmer u. a. als wissenschaftlicher Mitarbeiter im interdisziplinären Forschungsprojekt „Automation und Qualifikation“ an der Freien Universität Berlin. Dabei wirkte er an verschiedenen Veröffentlichungen über neue Berufsbilder sowie den Anforderungen neuer Ausbildungsgänge mit. Ferner brachte er sich in den dazugehörigen Forschungsprojekten in die Kommunikations- und Netzwerkarbeit sowie die Projektsteuerung und Finanzverwaltung ein Parallel zu seiner Tätigkeit an der Freien Universität Berlin war Gerhard Zimmer von 1976 bis 1978 als Unterrichtsforscher im Fachbereich Naturwissenschaften, Technik und Mathematik des Oberstufen-Kollegs Bielefeld an der Universität Bielefeld beschäftigt. Seine Forschungsschwerpunkte lagen in quantitativen und qualitativen Analysen der Unterrichtstätigkeit sowie der damit verbundenen Lernprozesse. Darüber hinaus setzte er sich mit der Entwicklung und Erprobung von Interventionsmethoden auseinander und erbrachte Unterstützungsleistungen bei curricularen Planungen. 1979/1980 war Gerhard Zimmer als wissenschaftlicher Angestellter in der Planungsgruppe Gesundheitsforschung beim Wissenschaftszentrum Berlin für Sozialforschung tätig. Für die Forschungsplanung des Bundesministeriums für Forschung und Technologie (heute: Bundesministerium für Bildung und Forschung) untersuchte er die Belastungen und Prävention bei Heranwachsenden unter den gegenwärtigen sozialen Bedingungen in Schule und Familie.
In der Zeit von 1981 bis 1984 verfasste Gerhard Zimmer seine Dissertation mit dem Titel: „Selbstorganisation des Lernens – Kritik der modernen Arbeitserziehung“, die er 1986 an der Freien Universität Berlin bei Klaus Holzkamp abschloss. Unter dem Einsatz qualitativer empirischer Untersuchungsmethoden analysierte er das vorberufliche Lernen von Schülerinnen und Schülern der Sekundarstufe I (Fachbereich Arbeitslehre). Sein besonderer Blick galt dabei der Untersuchung der Anforderungen der automatisierten Arbeitswelt.
Anschließend war Gerhard Zimmer von 1984 bis 1987 als wissenschaftlicher Angestellter an der Universität Kassel beschäftigt. Daran anknüpfend arbeitete er von 1987 bis 1990 als wissenschaftlicher Angestellter für das Bundesinstitut für Berufsbildung in Berlin im Bereich der Weiterbildungsforschung. Dabei erörterte er neue Technologien und Methoden der betrieblichen Weiterbildung, der Nachqualifizierung von Langzeitarbeitslosen sowie der Supervision von Modellversuchen in der betrieblichen Weiterbildung. Parallel dazu hielt er Lehrveranstaltungen an der Gesamthochschule Kassel (später: Universität Kassel), der Technischen Universität Berlin und der Freien Universität Berlin ab.

### Leitungstätigkeiten
Nach seiner im Jahr 1990 abgeschlossenen Habilitation im Fach Psychologie an der Freien Universität Berlin, übernahm er von 1990 bis 1996 die Leitung der Abteilung „Fernunterricht und offenes Lernen“ im Bundesinstitut für Berufsbildung in Berlin. Die thematischen Schwerpunkte seiner Tätigkeit lagen in
- dem Lehren und Lernen mit digitalen Medien,
- der Theorie und Praxis beruflicher Bildung,
- der Reform der Berufsausbildung,
- der Automation der Arbeitswelt und
- der Kompetenzentwicklung.[3]

Parallel dazu folgte er 1990 einer Einladung der Finnischen Akademie der Wissenschaften nach Finnland, um dort an der Erforschung curricularer Strukturen lebenslanger Lernprozesse mitzuwirken. Zudem war er als Privatdozent am Psychologischen Institut der Freien Universität Berlin tätig.

### Professur
Gerhard M. Zimmer hatte von 1996 bis 2008 die Professur für Berufs- und Betriebspädagogik an der Universität der Bundeswehr Hamburg inne. Zwischen 1998 und 2003 war er außerdem für die Arbeitspaketleitung „Didaktik digitalen Lehrens und Lernens“ und „Aufbau einer Online-Weiterbildungsagentur“ damit für die querschnittliche didaktische Begleitforschung des Bundesleitprojekts „Virtuelle Fachhochschule für Technik, Informatik und Wirtschaft (VFH)“ zuständig. Dieses Projekt markiert einen der Höhepunkte seiner Karriere und seines Wirkens und brachte ihm bundesweite Bekanntheit ein. Darüber hinaus brachte er sich aktiv in verschiedene, öffentlich geförderte Forschungsprojekte seines Lehrstuhls ein. Dabei setzte er sich intensiv mit Fragestellungen der beruflichen und betrieblichen Aus- und Weiterbildung auseinander. Zudem war er Mitglied verschiedener (Fach-)Gremien und veröffentlichte zahlreiche wissenschaftliche Texte. Daneben zeichnete er sich auch durch nebenamtliche Tätigkeiten aus: so war er u. a. Gründungsmitglied des Programmkomitees des (Aus)Bildungskongresses der Bundeswehr an der Helmut-Schmidt-Universität / Universität der Bundeswehr Hamburg.

### Ruhestand
Seit 2008 befand sich Gerhard Zimmer im Ruhestand. In dieser Phase betreute er weiterhin Promovierende und hatte die (Co-)Leitung des Graduiertenkollegs Berufsbildung an der Helmut-Schmidt-Universität / Universität der Bundeswehr Hamburg inne. Zudem war er mit Gutachtertätigkeiten für das Bundesinstitut für Berufsbildung betraut. Auch über seinen Ruhestand hinaus zeichnete ihn eine rege Publikationstätigkeit aus. So war er z. B. 2013 mit der Redaktion und Herausgeberschaft der Zeitschrift „Das Argument – Zeitschrift für Philosophie und Sozialwissenschaften“ betraut.

## Wirken
Gerhard Zimmer lernte im Laufe seines Wirkens weite Teile des Bildungs- und Qualifizierungssystems in Deutschland kennen – von der schulischen Bildung der Volksschulen bis hin zur akademischen Forschung und Lehre im Rang eines Universitätsprofessors. So absolvierte er nach dem Abschluss der Volksschule zunächst eine Berufsausbildung im technischen Bereich. Daran anknüpfend erlangte er im Rahmen des zweiten Bildungswegs die Hochschulreife und nahm ein berufsbezogenes Studium der Ingenieurwissenschaften auf. Nach dem Abschluss dieses Fachhochschulstudiums schlug er mit einem anschließenden Studium der Psychologie, Philosophie und Germanistik einen akademischen Weg ein. Mit seiner persönlichen Bildungsbiografie steht Gerhard Zimmer beispielhaft für Möglichkeiten des Bildungsaufstiegs in einem weitgehend linearen Bildungssystem. Zugleich erlangte er durch den Wechsel zwischen beruflicher Bildung und akademischer Bildung, zwischen ingenieurwissenschaftlich-technischen Domänen und geistes- und gesellschaftswissenschaftlichen Fachgebieten eine differenzierte Perspektive auf die Dialektik zwischen funktionsgebundener (Aus)Bildung und dem emanzipatorischen Gehalt allgemeiner Bildung.
Als Berufs- und Betriebspädagoge entwickelte Zimmer bildungswissenschaftliche Fragestellungen auf Basis eigener praktischer Erfahrungen reflexiv und theoriegeleitet weiter. Mit diesem besonderen Blickwinkel nahm er nachhaltigen Einfluss auf die Berufsbildungsforschung in Deutschland. Dabei regte Zimmer stets die differenzierte Unterscheidung der Fachrichtungen Berufs-, Betriebs- und Wirtschaftspädagogik an und positionierte sich selbst im Kontext der Berufs- und Betriebspädagogik.
Seine Forschungsarbeiten zeichnen sich durch eine konsequente Subjektorientierung, als Resultat aus der fachlichen Auseinandersetzung mit Fragestellungen der Kritischen Psychologie, aus. Ausgehend vom lernenden Subjekt rückt Zimmer die unterschiedlichsten Themen der Berufs- und Betriebspädagogik ins Zentrum seiner Betrachtung und setzt diese Sichtweise in den Kontext der Aus-, Fort- und Weiterbildung sowie des Lernens in digitalen Zusammenhängen.  Darüber hinaus stellte er bereits im Jahr 2000, als einer der ersten Wissenschaftler im deutschsprachigen Raum, die Bedeutung der Telematik für die Gestaltung von Lehr- und Lernszenarien heraus. Dabei wies er auf das große Potenzial telematischer Lernarrangements für Bildungs- und Qualifizierungsprozesse hin und bezog diese in seine Betrachtungen ein. Dadurch wurde er als Pionier auf diesem neuen Forschungsgebiet wahrgenommen. Das wird auch in seinem Engagement im Bundesleitprojekt „Virtuelle Fachhochschule“ deutlich, indem er an der Gründung des Hochschulverbunds Virtuelle Fachhochschule mitwirkte, der bis heute (Stand April 2021) aktiv ist. Im Rahmen des Projekts erschien auf Grundlage praktischer Erfahrungen und wissenschaftlicher Vorarbeiten zunächst ein „erstes Handbuch für Hochschulen und Bildungszentren zum E-Learning“, aus dem Gerhard Zimmer gemeinsam mit seinen Kollegen unter anderer Schwerpunktsetzung später das „Handbuch E-Learning“ veröffentlichte. Das Werk erscheint bis heute unter seiner Mitherausgeberschaft und wird regelmäßig aktualisiert.
Durch seine langjährige Mitwirkung im Forschungsprojekt „Automation und Qualifikation“ setzte er sich gemeinsam mit seinen Mitstreitern mit „der Automatisierung, der numerisch gesteuerten Werkzeugmaschinen, […] [sowie dem] Umbruch im Druckergewerbe durch den Einsatz des Fotosatzes, kurz des Einflusses der beginnenden Hightechnology auf die Arbeit“ auseinander. Die Forschungsschwerpunkte des Projektes lagen in empirischen und theoretischen Untersuchungen arbeits- und betriebspsychologischer sowie betriebspädagogischer Fragestellungen und in der Analyse der berufsbiografischen Verarbeitung der Anforderungen der Automationsarbeit. Ein weiterer Kern lag in der Gestaltung der Arbeitsbedingungen sowie in der Innovation qualitativer empirisch-sozialwissenschaftlicher Forschungsmethoden.
Darüber hinaus konzipierte Gerhard M. Zimmer in den 1990er-Jahren die „Aufgabenorientierte Didaktik“. Damit sollte „die Entwicklung vollständiger Handlungskompetenzen im Kontext expansiven Lernens“ abgebildet werden. Kern dieses Konzeptes waren „Arbeitsaufgaben, [die] als Ausgangspunkt von Lehr-/Lernprozessen [angesehen wurden], die von den Individuen auf dem Hintergrund ihrer Erfahrungen, ihres Wissens und Könnens sowie ihrer Motivation zu reformulieren sind, [und] […] der Aufhebung der Asymmetrie von Lehren und Lernen dienen [sollten]“. Im Rahmen seiner Arbeit an der Helmut Schmidt Universität / Universität der Bundeswehr Hamburg diskutierte Zimmer Fragestellungen der betrieblichen und beruflichen Aus- und Weiterbildung. Er beschäftigte sich in verschiedenen Forschungsprojekten u. a. mit der
- Theorieentwicklung zur Beruflichen Bildung
- Berufs- und Qualifikationsforschung
- Forschung zu multimedialen Lehr- und Lernarrangements
- Konzeptentwicklung zum selbstorganisierten kooperativen Lernen
- Konzeption zur Gestaltung von Telearbeit sowie
- Optimierung von Aus- und Weiterbildungsprozessen in Organisationen.

Ehemalige Kollegen beschreiben Gerhard M. Zimmer mit den Worten: „Seine aufrichtige und uneigennützige Haltung im realen sozialen und kollegialen Umgang stand immer in Wechselbeziehung zu der durchgängigen Subjekt- und Freiheitsorientierung seines wissenschaftlichen Arbeitens“. Zudem wurden Zimmer bereits in frühen Jahren seiner Karriere eine besondere Akribie, ein hohes persönliches Durchhaltevermögen sowie Zuverlässigkeit zugeschrieben.

## Veröffentlichungen (Auswahl)
- Bildung 4.0 – Die digitale Rationalisierung der Lehr- und Lernprozesse. In: Karin Büchter, Thomas Höhne (Hrsg.): Berufs- und Weiterbildung unter Druck: Ökonomisierungsprozesse in Arbeit, Beruf und Qualifizierung. Beltz Juventa, Weinheim 2020, ISBN 978-3-7799-5609-9.

- mit Patricia Arnold, Lars Kilian und Anne Thillosen: Handbuch E-Learning – Lehren und Lernen mit digitalen Medien. 5. Auflage. W. Bertelsmann, Bielefeld 2018, ISBN 978-3-8252-4965-6.
- Bildung global denken. In: Manuel Schulz, Beate Griebenow, Andrea Neusius, Claudia Vogeler, Kerstin Papenberg (Hrsg.): Fernausbildung schärft Perspektiven... – Technologiegestützte Bildung als Motor von Innovationsprozessen. Ziel-Verlag, Augsburg 2016, ISBN 978-3-940562-33-3, S. 15–26.
- Qualität in der Berufsbildung. In: Manuel Schulz, Beate Griebenow, Andrea Neusius, Claudia Vogeler, Kerstin Papenberg (Hrsg.): Fernausbildung schärft Perspektiven... – Technologiegestützte Bildung als Motor von Innovationsprozessen. Ziel-Verlag, Augsburg 2016, ISBN 978-3-940562-33-3, S. 534–540.
- Berufsbildung als subjektive Kompetenzentwicklung. In: Martin Allespach, Josef Held (Hrsg.): Handbuch Subjektwissenschaft – Ein emanzipatorischer Ansatz in Forschung und Praxis. Bund-Verlag, Frankfurt am Main 2015, ISBN 978-3-7663-6414-2, S. 369–382.
- Subjektivität, Arbeit und Berufsbildung. In: Karin Büchter (Hrsg.): Enzyklopädie Erziehungswissenschaft Online, Fachgebiet: Berufs- und Wirtschaftspädagogik, Theoretische Grundlegung und Kategorien der Berufs- und Wirtschaftspädagogik. Juventa, Weinheim / München 2010, S. 1–26.
- Notwendigkeiten und Leitlinien der Entwicklung des Systems der Berufsausbildung. In: Gerhard M. Zimmer, Peter Dehnbostel (Hrsg.): Berufsausbildung in der Entwicklung – Positionen und Leitlinien. Duales System – Schulische Ausbildung – Übergangssystem –Modularisierung – Europäisierung. W. Bertelsmann, Bielefeld 2009, ISBN 978-3-7639-3694-6, S. 7–45.
- Mit Zorana Dippl: Beurteilung der Kompetenzentwicklung – Probleme, Fragen und Kriterien handlungsorientierter Prüfungen. In: Frank Elster, Zorana Dippl, Gerhard M. Zimmer (Hrsg.): Wer bestimmt den Lernerfolg? – Leistungsbeurteilung in projektorientierten Lernarrangements. W. Bertelsmann, Bielefeld 2003, ISBN 3-7639-3139-2, S. 5–23.
- Ausblick: Perspektiven der Entwicklung der telematischen Lernkultur. In: Patricia Arnold (Hrsg.): Didaktik und Methodik telematischen Lehrens und Lernens – Lernräume, Lernszenarien, Lernmedien, State-of-the-Art und Handreichung. Waxmann, Münster 2001, ISBN 3-8309-1107-6, S. 126–146.
- Konzeptualisierung der Organisation telematischer Lernformen. In: Josef Aff, Uschi Backes-Gellner, Hans-Carl Jongebloed, Martin Twardy, Gerhard M. Zimmer (Hrsg.): Zwischen Autonomie und Ordnung – Perspektiven beruflicher Bildung. Botermann und Botermann, Köln 1997, ISBN 3-88105-185-6, S. 107–121.
- Von Lernaufgaben zu Arbeitsaufgaben – Multimediale Lernarrangements für selbstorganisiertes Lernen. In: Gerhard M. Zimmer (Hrsg.): Lernarrangements und Bildungsmarketing für multimediales Lernen – Berichte aus der Berufspraxis. BW Bildung und Wissen, Nürnberg 1996, ISBN 3-8214-7017-8, S. 13–26.
- Gesucht: Theorie innovativer Handlungen – Vorschlag für eine neue Konzeption wissenschaftlicher Begleitforschung in Modellversuchen. In: Martin Twardy (Hrsg.): Modellversuchsforschung als Berufsbildungsforschung. Botermann & Botermann, Köln 1995, ISBN 3-88105-169-4, S. 177–203.
- Vom Fernunterricht zum Offenen Fernlernen – Ein europäischer Methoden- und Perspektivenwechsel. In: Gerhard M. Zimmer (Hrsg.): Vom Fernunterricht zum Open Distance Learning – Eine europäische Initiative. W. Bertelsmann, Bielefeld 1994, ISBN 3-7639-0508-1, S. 7–33.
- mit Frigga Haug, Helga Karl, Rolf Nemitz, Christof Ohm, Nora Räthzel, Werner van Treeck und Thomas Waldhubel: Widersprüche der Automationsarbeit – Ein Handbuch. Argument-Verlag, Berlin 1987, ISBN 3-88619-362-4.
- Selbstorganisation des Lernens – Kritik der modernen Arbeitserziehung. Peter Lang, Frankfurt am Main 1987, ISBN 3-8204-9196-1.